# Гражданская война в Сомали (с 2009)
Гражданская война в Сомали (с 2009) — фаза гражданской войны в Сомали, в ходе которой силы переходного федерального правительства и миротворцы из Африканского союза ведут вооружённую борьбу с различными фракциями исламистов. В результате войны больше миллиона человек стали беженцами. Боевики из Аль Сунна Уаляма’а имеют конфликт с радикальной группировкой Аш-Шабааб, что временами перерастает в вооружённые стычки.
В 2011 году началась операция вооружённых сил Кении и Эфиопии, с их вступлением в войну исламисты потерпели ряд болезненных поражений.

## Политическая ситуация
31 января 2009 года на заседании парламента Сомали в Джибути Президентом Сомали избран лидер умеренных исламистов Шейх Шариф Шейх Ахмед. 18 апреля 2009 года парламент Сомали принял решение о введении в стране законов шариата. Принятие этого закона в парламенте ожидалось с 10 марта, когда за это решение проголосовал кабинет министров нового президента страны Шейха Шарифа Ахмеда. Эксперты предполагали, что этот шаг Ахмеда подорвёт позиции боевиков, которые прикрывались идеями ислама. Кроме того, ожидалось, что это вызовет одобрение со стороны потенциальных спонсоров в богатых странах Персидского залива.
Однако, несмотря на эти меры, формирования «аш-Шабааб» сохраняют свои доминирующие позиции в Сомали. Правительство Шарифа Ахмеда контролирует лишь несколько квадратных километров столицы, в основном благодаря межафриканским миротворческим силам, состоящим большей частью из угандийцев и бурундийцев. Эта часть столицы постоянно обстреливается повстанцами. Исламисты «аш-Шабааба» ввели законы шариата на контролируемых ими территориях. Публичные ампутации рук сомалийцев, обвинённых в кражах, стали обычным явлением. Повстанцы финансируют свою деятельность частично с помощью контрабандной торговли на границе с Кенией, частично благодаря поддержке сочувствующих торговцев и мелких предпринимателей. Международные обозреватели подозревают возможность существования контактов между «аш-Шабааб» и Аль-Каидой.

## Борьба между фракциями боевиков
После вывода эфиопских войск в начале 2009 года, исламисты перешли в наступление на позиции переходного федерального правительства Сомали. Боевые действия велись с переменным успехом, несмотря на все старания боевики Аш-Шабааб не смогли захватить Могадишо, хотя вся территория к западу от столицы Сомали была под контролем радикальных боевиков.
По состоянию на июль 2011 г. переходное правительство контролировало 60 % территории Могадишо. Вместе с тем, вооружённые силы переходного правительства очень слабы и не в состоянии сдержать наступление войск Аль-Шабаб. Только миротворческие силы Африканского союза (20 тыс. солдат из Уганды, Бурунди и некоторых других стран) не дают исламистам установить полный контроль над Могадишо. В последнее время положение на фронтах стабилизировалось. Аль-Шабаб контролирует юг и центр Сомали вместе с 40 % территории Могадишо. Переходное правительство вместе с африканскими миротворцами контролирует 60 % территории Могадишо. Остальные районы страны заняты независимыми государствами, а то и просто находятся в состоянии анархии
Положение переходного правительства усугубляется внутриполитическими конфликтами и мародёрством правительственных войск.
6 августа 2011 года Могадишо был полностью освобождён от боевиков. Между тем сами боевики назвали отступление из столицы минимум на 100 километров «тактическим манёвром».

## Операция Линда Нчи (2011 год)
Формальным поводом для вторжения кенийских войск на территорию Сомали стало похищение иностранных работников из лагерей сомалийских беженцев на территории Кении, а также активизировавшаяся подрывная деятельность боевиков из группировки Аль-Шабаб. Перед началом операции на границе с Сомали была создана объединённая группировка сухопутных, воздушных и военно-морских сил Кении, включающая до 4-х тысяч солдат. Оперативное управление осуществлялось из города Гарисса, где был развёрнут командный пункт объединённой группировки.
16 октября 2011 года крупная группировка кенийских войск при поддержке авиации и артиллерии пересекла границу Сомали. Представители кенийского правительства утверждали, что вторжение осуществляется с целью преследования боевиков Аль-Шабаб. Во время переброски войск к границе упал кенийский военный вертолёт. Данных о пострадавших нет.
17 октября Аль-Шабаб потребовал, чтобы Кения вывела войска.
27 октября Аль-Шабаб объявил Кении войну
28 октября было сообщено, что для операций в Сомали США начали запускать с аэродрома в городе Арба-Мынч в Эфиопии беспилотники MQ-9 Reaper, оснащённые ракетами и бомбами со спутниковым наведением. Однако, по другим сведениям, эти беспилотники не вооружены и используются лишь для разведки, а собранная информация передаётся кенийским военным.
30 октября ВВС Кении нанесли удары по городу Джилиб в Сомали. Местный старейшина сообщил Reuters, что жертвами бомбардировок стали 12 человек, в том числе шесть детей, 52 человека получили ранения.
19 ноября армия Эфиопии вошла в Сомали. По словам местных жителей, колонна эфиопской бронетехники продвинулась вглубь сомалийской территории примерно на 80 километров. Всего границу пересекли около 30 бронемашин и военных грузовиков, а также некоторое количество солдат. Очевидцы сообщили, что военные разбили лагерь неподалёку от населённого пункта Гуриэл. Официальный пресс-секретарь правительства Эфиопии не подтвердил, но и не опроверг факт пересечения границы. В то же время, анонимный источник в руководящих кругах страны сообщил, что, вероятно, эфиопские войска будут оказывать поддержку Кении в операции против группировки «Аль-Шабааб», контролирующей значительную часть Сомали.
Таким образом, к концу ноября для Аль Шабаба сложилась весьма сложная военно-политическая ситуация: исламистам пришлось воевать сразу на три фронта. Против войск Кении с юга, Эфиопии с запада и войск Федерального Переходного правительства Сомали и АМИСОМ с востока. Единственным преимуществом повстанцев было то, что операции войск Кении и Эфиопии не были согласованы между собой и проводились независимо друг от друга.

## Террористические атаки исламистов

### 2009 год
- Террористический акт в Беледуэйне (2009) — 35 погибших.
- Атаки исламистов на военную базу Африканского союза в Могадишо — 32 погибших.
- Террористический акт в Могадишо 3 декабря 2009 года — 22 погибших.

### 2010 год
- Террористический акт в Могадишо (2010) — 45 погибших.
- Террористический акт в Кампале (2010) — 76 погибших (крупнейшая акция исламистов за рубежом Сомали).

### 2011 год
- Террористический акт в Могадишо (2011) — 100 погибших.
- 10 июня 2011 года — министр внутренних дел Сомали погиб в результате самоподрыва террористки-смертницы, которая приходилась ему племянницей[15][16].

### 2017 год
- Теракты в Могадишо (октябрь 2017) — 587 погибших.

### 2019 год
- Теракт в Могадишо (2019) — 91 погибший.

### 2022 год
- Теракт в Могадишо (2022) — более 100 погибших.